# Jeg rejser for at overleve
Jeg rejser for at overleve er en dokumentarfilm fra 1994 instrueret af Stig Hartkopf efter eget manuskript.

## Handling
Instruktøren: Filmen beskriver min rejse og min søgen efter eventyret. En 4,5 måneds uplanlagt og primitiv rejse gennem det gamle Sovjetunionen, Kina og Vietnam. Tag del i rejsestrabadserne, hør andre rejsendes historier og oplev kontakten til de fremmedartede folkeslag. Den eventyrlige rejse eksisterer stadig! Rejsen starter i november på Klampenborg Station. Første stop Moskva og herfra til Peking med Den transsibiriske jernbane. Små 7 dage og næsten 8000 km gennem det gamle Sovjetunionen, Mongoliet og Kina. Med det samme tog, i den samme kupe. Inde i toget med hundredvis af kinesere, russere og blot 10-12 vesterlandske rejsende er der fart på. Kineserne smugler og koger mad, russerne drikker vodka og synger, og vesterlændingene prøver at tilpasse sig. Det her er ikke ensformig hverdag. Filmen er 1. del af en serie på 4.